# Prolaz, Tărgoviște
Prolaz (în bulgară Пролаз) este un sat în comuna Tărgoviște, regiunea Tărgoviște,  Bulgaria. 

## Demografie
Componența etnică a satului Prolaz
     Turci (29,91%)
     Bulgari (4,27%)
     Nicio identificare (65,81%)
     Altele (0%)
La recensământul din 2011, populația satului Prolaz era de 117 locuitori. Nu există o etnie majoritară, locuitorii fiind turci (29,91%) și bulgari (4,27%). Pentru 65,81% din locuitori nu este cunoscută apartenența etnică.